# Vukovarska ada
Vukovarska ada je hrvatski riječni otok na Dunavu, na dijelu gdje ova rijeka čini granicu s Vojvodinom, odnosno sa Srbijom.
Kao što ime govori, nalazi se nedaleko Vukovara. Za vrijeme SFR Jugoslavije, ovaj se otok nalazio u sastavu SR Hrvatske. Tijekom Domovinskog rata JNA je osvojila ovaj otok, koji je i danas pod okupacijom.
Godine 1992. Hrvatska postaje neovisna. Odlukom Badinterove komisije republičke granice postaju državne tako da Vukovarska ada postaje i službeno hrvatski otok pod srpskom okupacijom.
Godine 1998. mirovnim sporazumom Baranja, Istočna Slavonija i zapadni Srijem su vraćeni Hrvatskoj, ali Srbija odbija vratiti Vukovarsku adu koja ostaje pod vojnom okupacijom. Pod okupacijom SR Jugoslavije ostaju i još neki otoci na lijevoj obali Dunava poput Šarengradske ade.
Godine 2004. Srbija povlači vojsku s Vukovarske ade, no i dalje je prisutna policija Srbije na tom teritoriju. Hrvatski državljani ne mogu pristupiti svojim posjedima na Vukovarskoj adi.
Srbija još uvijek odbija vratiti Šarengradsku adu Hrvatskoj odbijajući ispoštovati odluke Badinterove komisije zahtijevajući promjenu granice kako bi mogla anektirati ovaj otok. Srbija inzistira da razgraničenje treba ići sredinom rijeke Dunav. Granica sredinom Dunava je mirovnim sporazumom iz 1998. određena kao privremena. 
Iako je po Badinterovoj komisiji dijelom teritorija RH, PU vukovarsko-srijemska je od 2002. godine evidentirala da je ophodni brod srbijanske vojske 151 put povrijedio državnu granicu. Dio je katastarske općine Vukovara. Od srbijanske okupacije 1991. do 2006. godine, s desne obale Dunava do Vukovarske ade od mirne reintegracije hrvatskog Podunavlja moglo se proteklih godina doći samo uz pograničnu propusnicu.

## Vanjske poveznice
|  | Zajednički poslužitelj ima još gradiva o temi Vukovarska ada |